# Luis Gonzaga Gascó
 (novembre 2024).
Pour les articles homonymes, voir Gasco.
Luis Gonzaga Gascó (Valencia, 1846 – Valencia, 1899) est un mathématicien espagnol et professeur à l'Université de Valence.

## Biographie
Il est le seul assistant pour l'Espagne au Congrès international des mathématiciens de 1897.